# بين سوندرز
بين سوندرز (بالإنجليزية: Ben Saunders)‏ (12 أكتوبر 1984 بنوتنغهام في المملكة المتحدة - ) هو لاعب كرة قدم بريطاني في مركز الهجوم. لعب مع نادي بوري ونادي دونكاستر روفرز وغرانتهام تاون ‏ ووركشوب تاون ‏ وCoalville Town F.C. ‏ وHucknall Town F.C. ‏ وStamford A.F.C. ‏ وشبشيد دينامو ‏.

## وصلات خارجية
- بين سوندرز على موقع قاعدة بيانات كرة القدم.إي يو (الإنجليزية)
- بين سوندرز على موقع Soccerbase.com (لاعب) (الإنجليزية)